# Welbeck Abbey
Welbeck Abbey est un manoir anglais situé dans le village de Welbeck, qui fait partie de la paroisse civile de Norton, Cuckney, Holbeck et Welbeck, dans le district de Bassetlaw du Nottinghamshire. C'était le site d'un monastère appartenant à l'ordre des Prémontrés en Angleterre et, après la dissolution des monastères, une résidence de campagne des ducs de Portland. Elle fait partie des Dukeries, quatre domaines ducaux contigus dans le nord du Nottinghamshire. 

## Histoire
Le domaine est mentionné dans le Domesday Book de 1086, où il est mentionné comme appartenant à Hugh FitzBaldric. Thomas de Cuckney fonda la maison religieuse en 1140. C'était une abbaye de chanoines prémontrés, dédiée à Jacques le Grand. L'abbaye fut enrichie par des dons des Goushills, des D'Eyncourt, des Bassets et d'autres familles du Nottinghamshire et elle reçut une subvention considérable du roi Édouard Ier.
Lors de la dissolution des monastères, le site fut accordé par le roi Henri VIII à Richard Whalley, de Screveton. Après avoir appartenu à un drapier de la Cité de Londres, l'abbaye fut achetée par Gilbert, 7e comte de Shrewsbury pour la somme de 555 £ 6s 6d (équivalent à 161 079 £ en 2023) en 1599, et vendue à Sir Charles Cavendish, fils de Bess de Hardwick en 1607. Elle passa à son fils William Cavendish, plus tard premier duc de Newcastle ; elle devint le siège des ducs. Les membres de la famille Cavendish la transformèrent en maison de campagne et y ajoutèrent un manège au XVIIe siècle selon les plans de Robert Smythson et de son fils John. Seuls les sous-sols et les murs intérieurs furent conservés de la structure originale des anciens bâtiments de l'abbaye. Au XVIIIe siècle, il passa par une héritière à la famille Bentinck et devint le siège des comtes et ducs de Portland.